# Баумкирхер, Андреас
Андреас (Андрей) Баумкирхер, барон фон Шлайнинг (нем. Andreas Baumkircher, словен. Andrej Baumkircher; 1420, Випава — 23 апреля 1471, Грац) — имперский рыцарь, военачальник Священной Римской империи. Мятежник, предводитель восстания 1469—1471.

## Биография
Уроженец словенского города Випавы (Vipava), этнический немец. Сын высокопоставленного имперского чиновника, юность провёл при дворе Фридриха III, императора Священной Римской империи.
Командуя отрядом наёмников, оказал императору Фридриху III ряд услуг, в частности, в 1452 защищал родину императора г. Винер-Нойштадт от армии восставших феодалов. За это был щедро вознаграждён и получил право собственной чеканки монет и разрешения основать город рядом с его замком-крепостью Бург-Шлайнинг.

Рисунок, изображающий казнь барона Андреаса Баумкирхера. 1689 г.

С 1453 по 1457 он служил венгерско-богемскому королю Ладиславу Постуму. Во время избрания короля Венгрии Матьяша I Корвина выступал на его стороне, участвовал в подавлении восстания горожан Вены (1462), был надёжным сторонником императора Фридриха III.
В 1469, однако, встал на сторону оппозиции против императора и организовал совместно с венгерским королём Матьяшем I Корвином восстание знати в Штирии против Фридриха III. Выиграл несколько сражений у имперских войск и занял ряд городов.
В октябре 1469 между Фридрихом III и Баумкирхером было заключено перемирие, на выгодных для барона условиях. Условиями договора предусматривались полная амнистия Баумкирхера и выплата ему 14 000 гульденов. Однако, из-за отсутствия платежей, Баумкирхер осенью 1470 вновь возобновил боевые действия против императора Фридриха III.
23 апреля 1471 Баумкирхер прибыл в Грац для переговоров, где внезапно был схвачен, и в тот же вечер без суда и следствия — обезглавлен.

## Память
С согласия императора Франца Иосифа I в феврале 1863 Андреас Баумкирхер был внесён в список «самых известных и достойных военачальников и генералов Австрии». В его честь в Фельдмаршальском Зале вновь построенного Hofwaffenmuseums в (ныне Военно-исторический музей в Вене) была установлена статуя из каррарского мрамора в натуральную величину. Статуя была создана в 1872 году скульптором Винцентом Пильцем (1816—1896).